# 상태 공간 탐색
상태 공간 탐색은 목표 상태를 향해 찾아가는 모든 과정을 상태 공간, 즉 문제 해결 과정에서 나타나는 각 국면(局面)을 각각의 상태로 잡을 때 이것들의 집합으로 정의되는 공간으로 보고, 이 공간들의 최적의 집합을 찾아가는 방법이다.